# 바라카 원자력 발전소

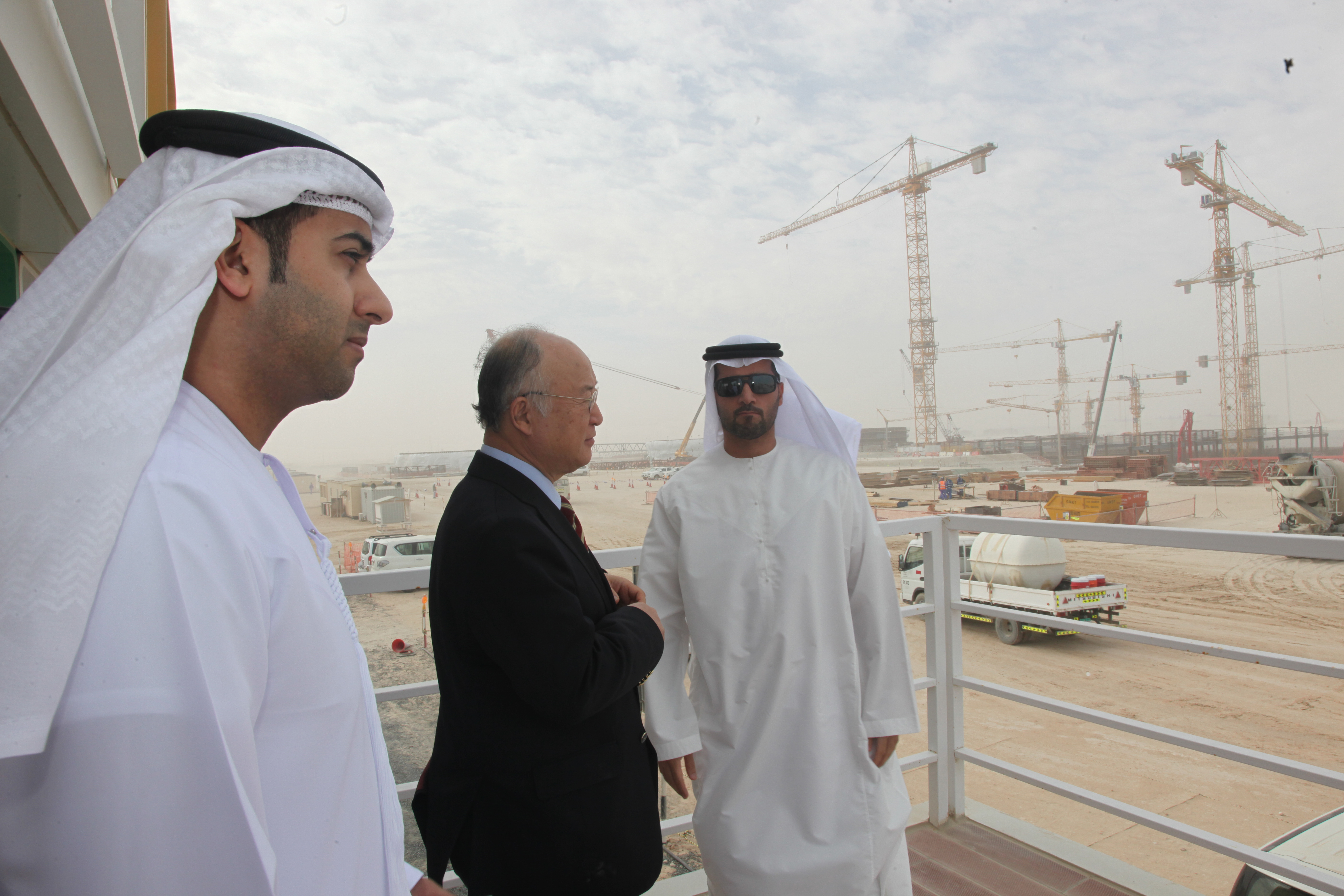
2013년 건설 현장을 방문한 아마노 유키야 IAEA 사무총장

바라카 원자력 발전소(Barakah nuclear power plant)는 아랍에미리트의 첫번째 원자력 발전소이다.

## 역사
2009년 12월, UAE 원자력 공사(Emirates Nuclear Energy Corporation, ENEC)는 한국전력의 APR-1400 원전을 선정했다. 4기에 200억 달러 규모 계약이다. 2017년 전기 공급을 시작하는 것으로 계획되었다.
UAE 원자력 공사 이사회 의장은 칼둔 알무바라크 아랍에미리트 아부다비 행정청장이다. 칼둔 청장은 UAE 실권자인 무하마드 빈 자이드 알 나하얀(57) 아부다비 에미리트 왕세제의 최측근이다.
바라카 원전은 UAE의 수도 아부다비에서 서쪽으로 약 230km 떨어진 루와이스에서 다시 50 km 서쪽에 위치해 있다.
한국 정부와 한국전력은 아랍에미리트의 원전 수주액은 건설부문이 200억달러, 기술지원과 운전요원교육 등 운영권을 합쳐 400억 달러에 달한다고 밝혔다.
2018년 3월 26일, 문재인 대통령이 무하마드 왕세제와 함께 1호기 준공식에 참석했다.

## 연표
- 2009년 1월 15일, UAE-미국 원자력협정(en:U.S.–UAE 123 Agreement for Peaceful Civilian Nuclear Energy Cooperation) 체결, 영구적으로 우라늄 농축과 플루토늄 재처리 금지
- 2009년 11월 초, UAE가 프랑스 원전 수주 공식 통보
- 2009년 11월 6일, 이명박 대통령이 무함마드 왕세제와 통화. 형제 국가 관계를 제안하자 긍정적 반응
- 2009년 11월 11일, 무함마드 왕세제가 "입찰을 연기했다"고 전화로 통보
- 2009년 12월 26일, 이명박 대통령 UAE 방문, UAE 할리파 빈 자이드 나하얀 대통령과 정상회담. 칼리파 대통령이 정상회담에서 원전 건설을 한국에 맡기는 수주 결정을 발표
- 2009년 12월 29일, 원전 수주로 이명박 대통령 지지율 53.1% 돌파
- 2011년 1월 11일, 아크 부대 파병
- 2012년 11월 21일, 이명박 대통령 UAE 원전 착공식에 참석, 무함마드 왕세제가 이명박 대통령 연임시 대선 지원 약속
- 2013년 2월 25일, 박근혜 제18대 대통령 취임
- 2013년 12월 10일, 아크부대의 군수물자를 전평시에 용이하게 보급하기 위해, 한국과 UAE의 군수분야 국장급이 만나 비공개 상호군수지원협정(MLSA) 체결
- 2016년 2월 24일, 아크 부대를 그린 태양의 후예 1회 방송
- 2016년 10월 20일, UAE 아부다비에서 한국전력과 UAE 원자력공사(ENEC)와 UAE원전 수명기간인 60년 동안 운영을 담당하는 사업에 대한 투자계약을 체결. 조환익 한전 사장과 무하메드 알 하마디 ENEC 사장은 이날 주형환 산업통상자원부 장관과 칼둔 칼리파 알 무바락 아부다비 행정청 장관 겸 ENEC이사회 의장이 배석한 가운데 투자계약서에 서명했다. 원전 4기 건설계약 20조원, 60년간 운영계약 54조원, 부품수출을 합치면 90조원 규모의 사업이다.
- 2017년 12월 9일, 임종석 청와대 비서실장이 UAE에 문재인 대통령 특사로 방문, 대한민국-아랍에미리트 외교 갈등 논란
- 2018년 3월 26일, 문재인 대통령이 바라카 원전 1호기 준공식 참석

## 같이 보기
- 아랍에미리트의 원자력 발전
- 사우디아라비아의 원자력 발전
- 대한민국-아랍에미리트 외교 갈등 논란
- 한-UAE 군사협력협정